# Abbaye Santi Vito e Salvo
 (juillet 2025).
Si vous disposez d'ouvrages ou d'articles de référence ou si vous connaissez des sites web de qualité traitant du thème abordé ici, merci de compléter l'article en donnant les références utiles à sa vérifiabilité et en les liant à la section « Notes et références ».
L'Abbaye Santi Vito e Salvo est une ancienne abbaye cistercienne, située en Italie, dans la commune de San Salvo (Abruzzes, province de Chieti).

## Histoire

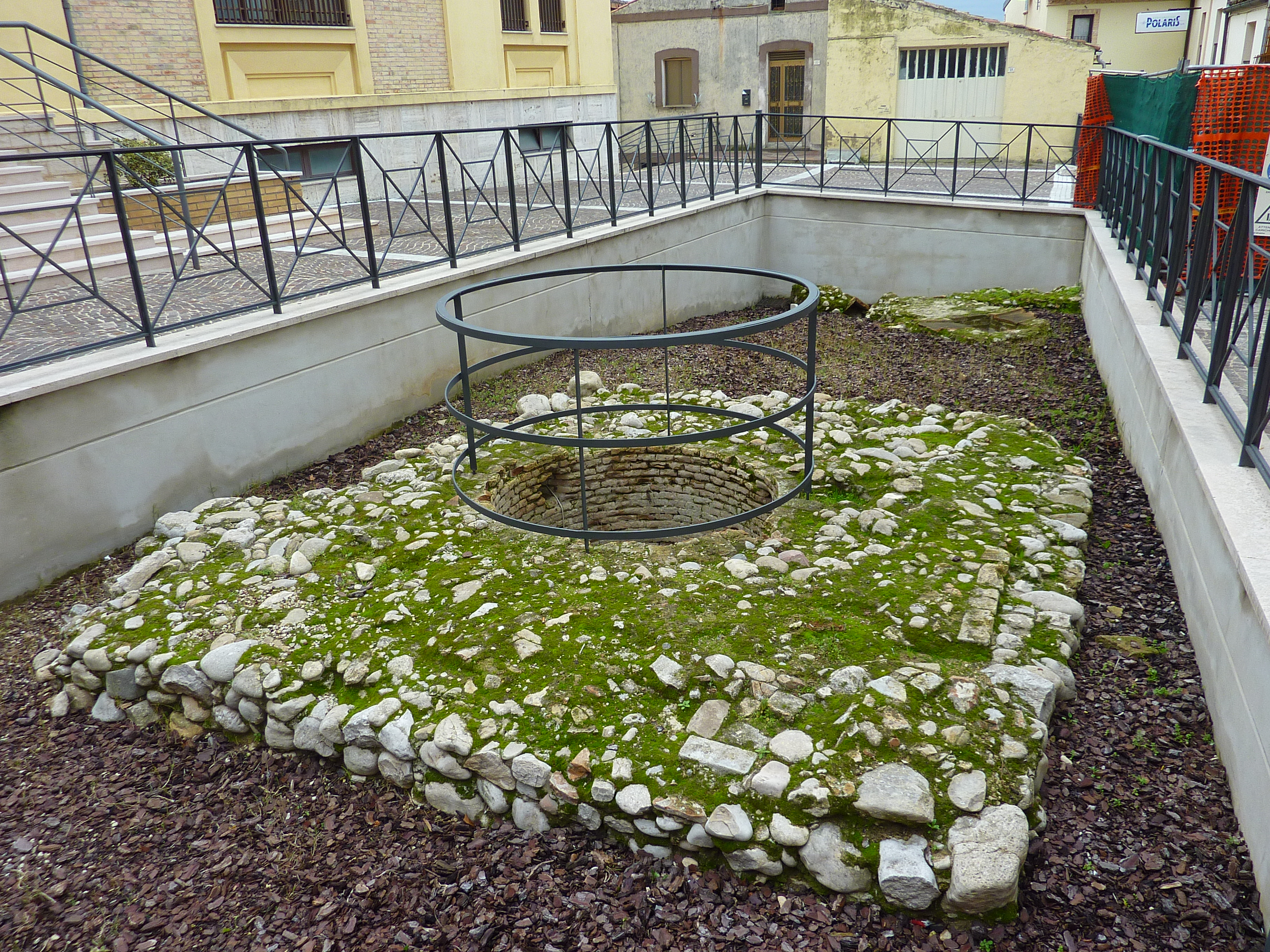
Isola archeologica in piazza San Vitale

L'histoire de l'abbaye est assez complexe et implique plusieurs édifices religieux construits dans la région, à la fois sur la terrasse fluviale où se trouve l'actuelle ville de San Salvo, et en contrebas dans la plaine où coule le fleuve Trigno.
Le premier édifice est le monastère bénédictin cassinien de San Vito del Trigno, construit entre le IXe et le Xe siècle sur les ruines de l'ancienne ville romaine de San Salvo, dans le hameau de San Vito, entre Fosso della Selva et Vallone Buonanotte, un édifice donc éloigné de l'actuelle église San Giuseppe.
Cette église fut érigée au XIIe siècle, utilisée comme chapelle bénédictine, puis par les Cisterciens comme grange du monastère de Santa Maria di Casanova dans le diocèse de Penne, connue initialement dans les parchemins sous le nom de "Santa Maria ad Monasterium". Ensuite, les moines concentrèrent leur activité autour de l'église, se fortifiant avec un périmètre mural quadrangulaire, d'où le nom de "Quadrilatero" donné au centre ancien. Plus tard, l'église cistercienne devint la seule abbaye de la région, dédiée aux Saints Vito et Salvo, appartenant aux Cisterciens, car l'ancien monastère bénédictin était trop exposé aux dangers d'attaques venant de la mer, ainsi qu'aux marais de la région.
L'église San Giuseppe, dérivée de l'abbaye cistercienne, présente encore sur son mur latéral deux fenêtres en plein cintre qui peuvent être attribuées à cette construction gothique des Cisterciens, bien que les restaurations extérieures de 1965 dans un style pseudo-roman aient altéré le contexte du clocher, complètement démoli, qui représentait l'élément clé d'un point de vue architectural, pour reconnaître l'ancienneté du temple, avant les restaurations baroques tardives et néoclassiques.
L'historien Anton Ludovico Antinori, cependant, propose une date précise pour la fondation de l'abbaye, la liant à la figure de son premier abbé, comme le montrent les sources historiques qu'il a lui-même lues et consultées au XVIIIe siècle : en 1090, donc à la fin du XIe siècle, le premier abbé du Monastère des SS. Vito et Salvio sur le Trigno aurait été le Florentin Bernardo di Brunone degli Uberti, moine de la Vallombrosa et plus tard saint.
Entre 1221 et 1222, les moines de l'abbaye de San Vito de Monte Scarafano (San Vito di Monte Scarafano), près de Forca di Penne (Capestrano), demandent à entrer dans l'ordre cistercien. En 1255, le monastère est accueilli comme filiation de l'Abbaye Santa Maria della Ferraria de Vairano Patenora, sous le nom de San Vito de Piscaria (San Vito del Pescara). En raison de la trop grande proximité avec l'Abbaye Santa Maria di Casanova, en 1270, le monastère de San Vito del Pescara est transféré dans la plaine sous la ville de San Salvo, sous le nom de San Vito de Trineo (San Vito del Trigno).
En 1300, l'abbaye de San Vito del Trigno quitte la zone marécageuse initialement occupée par les Bénédictins pour se déplacer sur celle de l'ancien monastère de San Salvo, donnant naissance à l'abbaye "des Saints Vito et Salvo de Trineo". L'abbaye des Saints Vito et Salvo est restée active jusqu'à environ 1453, lorsqu'elle fut abandonnée par les moines après une attaque des Turcs, mais surtout en raison de la décadence de l'ordre cistercien, elle n'avait plus d'abbés propres, mais fut confiée en commende à divers évêques et abbés d'autres diocèses, jusqu'au XVIIIe siècle. La zone fut ensuite occupée, autour de 1700, par les bâtiments civils de l'actuel Parc archéologique du Quadrilatero, dont le témoignage fortifié, jusqu'en 1965 avant sa démolition, était la Porta della Terra.

### Origines de l'abbaye bénédictine de San Vito
Huit "chartulae" datées de 1019 à 1065 qui se trouvaient dans la Cathédrale de San Leucio à Atessa, sont étudiées par le professeur Carlo Tedeschi, et à Paris à la Bibliothèque Nationale. Les documents concernent les abbayes abruzzaises aujourd'hui disparues de San Martino près de Paglieta, Santi Nazario et Celso à Archiano (Archi), Santo Stefano in Lucana (Tornareccio), San Clemente da Lastiniano (Pianella), San Vito de Furca Pennensis (Ofena) et San Salvo del Trigno.
Cette abbaye est importante, car les autres monastères en dépendaient déjà au XIIIe siècle, après avoir appartenu à l'abbaye de Farfa. La charte qui cite San Salvo est datée de 1031, conservée à Paris, c'est un acte notarié de Mainardo à Bisaccia, par lequel Lupo et Roffo, fils de Transarico, offrent à l'église de San Salvo 12 "moggi" pour sauver leurs parents, dans le terrain de San Marino dans la région de Bisaccia, commune de Montenero di Bisaccia. Dans le document, cette église est également citée comme étant à la frontière avec Sant'Angelo in Salavento. C'était un monastère plus ancien, érigé sur une villa romaine dans la région de San Rocco, toujours dans la commune de San Salvo, et faisait partie des possessions de Farfa, puis en 994, il passa à l'Abbaye Saint-Vincent du Volturne, lorsqu'il fut donné par le comte Trasmondo II de Chieti, qui y ajouta le fief de Rosiliano, actuelle localité de Piane Sant'Angelo.
Le monastère de Salavento fut reconfirmé à San Vincenzo en 1023, lorsque le comte Pandolfo de Chieti ajouta 550 "moggi", et ensuite en 1059.
Casale Salavento: du monastère, il ne reste aujourd'hui que des ruines de fortifications, une structure dite vulgairement "Lu Castellano", dans la localité Piano de Marco, au-dessus du vallone Buonanotte. Au XIVe siècle, il y eut une famine, le fief se dépeupla, et ainsi la possession passa au comté de Monteodorisio, en 1417, il fut acheté par Vasto.
Ecco la traduzione in francese:
On pense que les origines du monastère de San Salvo del Trigno remontent au IXe siècle, mais les sources les plus anciennes attestent les années 1204-1208, et il est également cité dans des documents de 1095 et 1173, lorsqu'il reçut des terres du comte Robert Ier de Loritello. En 2016, des fouilles ont été menées dans la crypte de l'église de San Giuseppe sur la Piazza San Vitale, autrefois appelée "Santa Maria in Monasterium". On pensait en effet que les périmètres de l'église bénédictine des Xe – XIIIe siècles, de celle cistercienne des XIVe – XVe siècles, et de la nouvelle paroisse de San Salvo de 1860 coïncidaient, mais avec la découverte dans la crypte des murs orientaux de l'église bénédictine, on a découvert que celle-ci était 1 mètre plus courte et plus étroite que l'église cistercienne.

### Le monastère cistercien de San Salvo et San Vito del Trigno

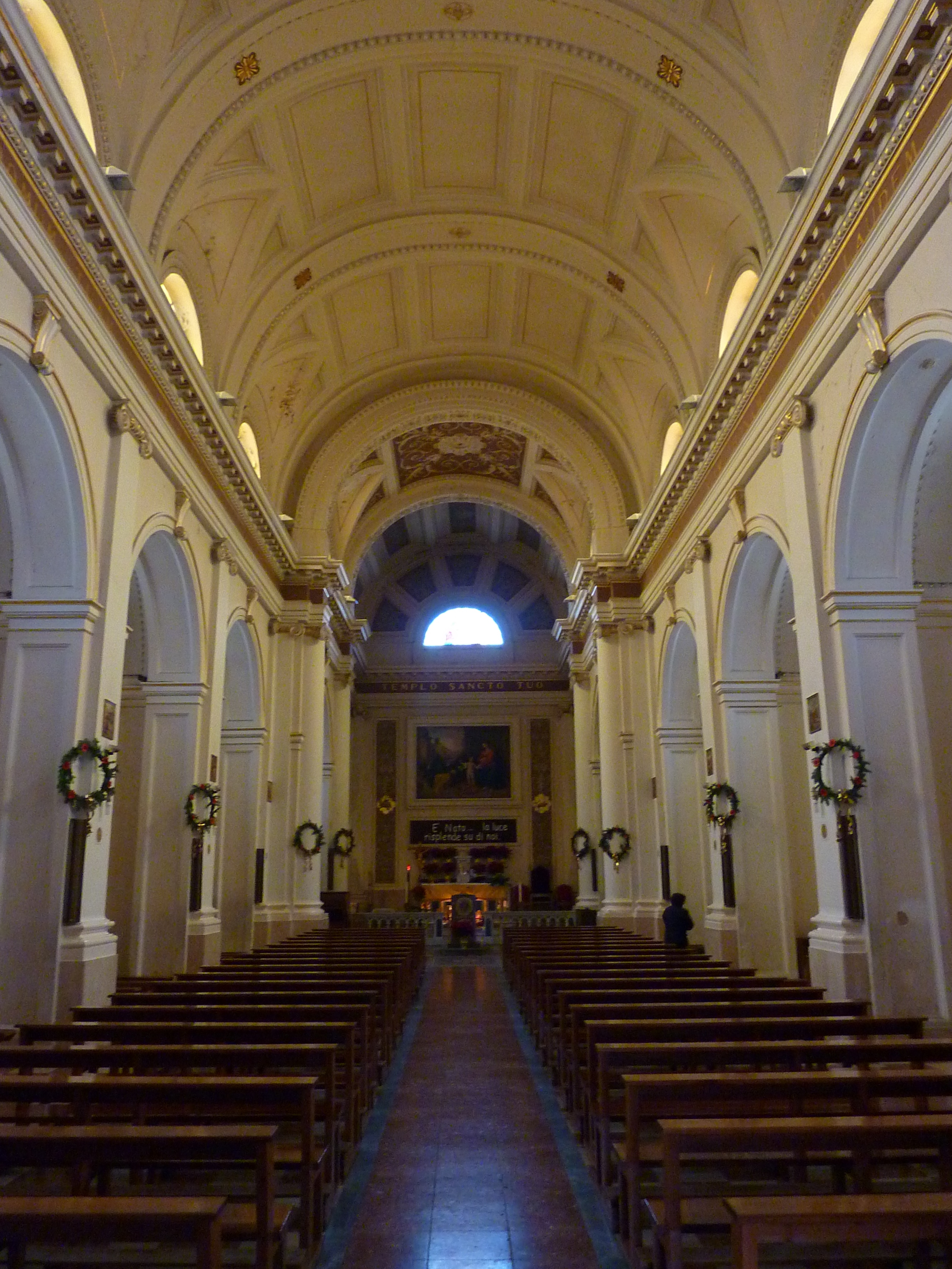
Intérieur néoclassique de l'église de San Giuseppe

Le "Monasterium Sancti Salvi" en 1204 a vu changer son histoire, lorsque l'abbé Denis l'a réformé, l'intégrant aux biens de la florissante abbaye Santa Maria di Casanova à Villa Celiera (PE), la première grande abbaye cistercienne des Abruzzes, dans le diocèse de Penne. L'acquisition de la grange de San Salvo del Trigno en 1210, ainsi que d'une partie du Château Manno (localité Bufalara) a permis aux cisterciens de s'assurer le contrôle d'une grande partie de la plaine du Trigno, et d'établir également des relations avec l'abbaye de Santa Maria delle Isole Tremiti.
En 1255-1256, à la demande du pape Alexandre IV, un petit hospice a été ouvert au Château Manno, qui deviendra bientôt, en 1269, l'abbaye de San Vito del Trigno, dans le quartier qui conserve encore ce nom, à 1 km de la rivière Trigno. Cette nouvelle abbaye a été placée sous la dépendance du Saint-Siège au Vatican et dotée de la juridiction "nullius diocesis". L'abbaye devait reproduire la structure typique de l'église cistercienne, avec l'église située au nord pour se protéger des vents, et le cloître et le monastère au sud. L'abbaye a rapidement été dotée de plusieurs fiefs dans le bas Trigno et en Capitanate, et a géré les revenus des anciens monastères bénédictins dépendant de San Salvo : San Vito à Forca di Penne, Carapelle Calvisio, Santa Maria de Catignano (PE), Loreto Aprutino, l'église des Saints Vito et Giorgio à Pescara, San Martino in Valle (Fara San Martino), Santo Stefano in Lucana, San Martino de Paglieta, San Giovanni d'Archi.
En mettant en pratique les méthodes de culture innovantes, les cisterciens ont très probablement assaini également les marais qui se trouvaient près du Trigno, et ont perçu de nombreux revenus entre 1270 et 1350.
L'abbaye de San Salvo, revenue en possession des cisterciens de San Vito, a rapidement commencé à décliner. L'église de Santa Maria in Monasterium a été restaurée et adaptée au style cistercien, comme on pouvait encore le voir sur des photographies historiques, avant les restaurations de 1965 de l'église de San Giuseppe.
À partir de 1350, la crise a commencé pour l'abbaye du Trigno, une crise qui a également frappé la grande abbaye de Casanova. En raison des famines, des pestes, de la perte des faveurs de l'évêque et du souverain de Naples, l'abbaye a perdu des moines, des possessions, et a été accablée par les taxes, de sorte qu'en 1445, l'abbaye est devenue une commende, dirigée par Colantonio Valignani, évêque de Chieti. De plus, l'abbaye de San Vito, plus exposée aux attaques de pirates depuis la mer, a décidé de transférer son siège à San Salvo, les abbés commendataires devenant ainsi "des Saints Vito et Salvo".
Les commendataires de l'abbaye après Valignani furent Francesco Lucentini Piccolomini, archidiacre de L'Aquila, Agostino Bennato évêque de Cassia, Giovanni Piccolomini archevêque de Sienne (1522), Francesco Bandini Piccolomini (1542-1579), Giovanni Oliva archevêque de Chieti, Mario Bardino (1594-1609), Scipione Borghese Caffarelli évêque de Sienne (1633), Fausto Polo cardinal (1649), etc. Le dernier commendataire fut Giovanni Costanzo Caracciolo de San Buono (CH), mort en 1779. Pendant la période de ces commendataires, les restaurations baroques de l'abbaye ont eu lieu, comme la commande du tableau du Repos pendant la fuite en Égypte (appelé ensuite "tableau de San Giuseppe", qui donnera son nom à la paroisse de San Salvo), de la Pietà; puis l'urne des reliques de Saint Vital arriva en 1745 de Rome.
L'abbaye a continué à maintenir un certain prestige économique, jusqu'à ce que les territoires du Trigno passent sous la possession des marquis de Vasto, les d'Avalos, puis aux comtes de Bassano, qui ont dépouillé le monastère de ses biens. Le marquis don Cesare Michelangelo d'Avalos a volé les terres des Saints Vito et Salvo, les offrant à ses parents, usurpant le fief de Bufalara, Sant'Angelo in Salavento et la Padula. C'est à cette époque que la zone du Quadrilatère, c'est-à-dire l'abbaye avec ses murs qui formaient un carré parfait, se transforme en Universitas, une sorte de municipalité, et l'église est dédiée à San Giuseppe.
Dans un document de Mgr Giovanni Oliva du 10 mai 1568, on peut lire comment l'abbaye se présentait à l'époque, très différente de l'église actuelle. Le tabernacle en bois était en mauvais état, trois ampoules contenant l'huile des catéchumènes, du chrême et des infirmes. La cuve baptismale était sans vasque, et autour de l'église se trouvaient plusieurs tombeaux. Le palais des moines et l'église de Santa Maria, ou San Salvo, ont été restaurés au XVIIIe siècle, la partie supérieure du clocher central a été refaite en style baroque, et le portail central a été également baroquisé, en démolissant l'ancien portail gothique, dont il reste un chapiteau à crochet dans le Musée de l'Abbaye à San Salvo.
Le cardinal commendataire Pierluigi Carafa s'est intéressé à la restauration, pour l'arrivée en 1745 des reliques de Saint Vital de Rome. En 1751, le fief de l'abbaye a été cédé aux moines célestins pour qu'il ne soit pas définitivement perdu, et il est donc entré en possession de l'abbaye Santo Spirito al Morrone de Sulmona, incluant les granges bénédictines historiques de Santo Stefano à Tornareccio, San Vito di Forca, San Vito de Castellammare Adriatico. L'universitas de San Salvo a également voulu posséder les divers fiefs, et un litige a été entamé qui s'est terminé en 1776, avec la victoire de la municipalité, à condition qu'elle paie 850 écus romains par an.

## Abbaye

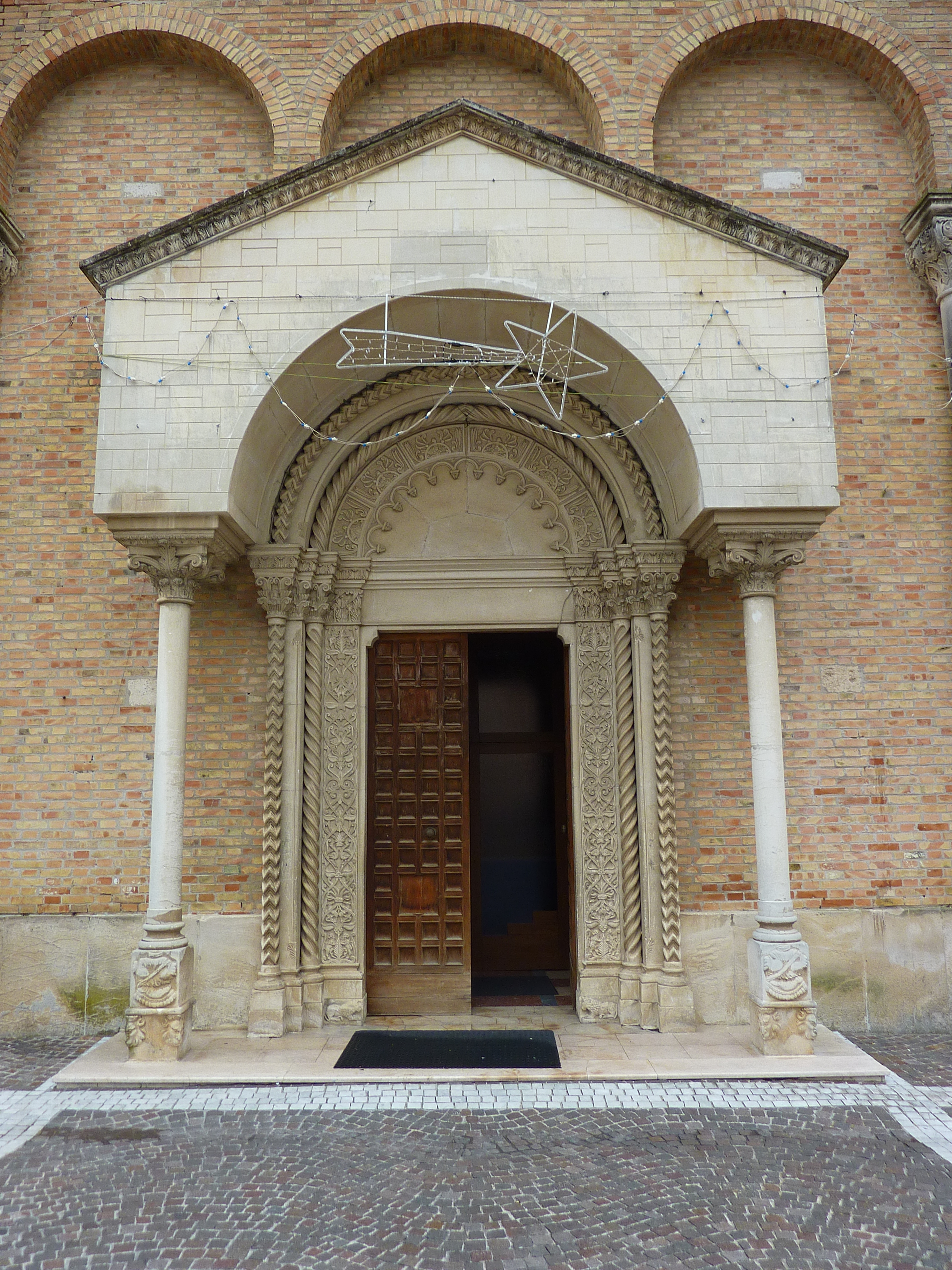
Portail actuel avec porche pseudo-roman de l'église de San Giuseppe.

Le centre de l'ancienne abbaye de San Salvo ainsi que de la dernière abbaye des Saints Vito et Salvo devait être un bâtiment situé à l'emplacement de l'actuelle église de San Giuseppe qui, ayant subi de nombreuses rénovations au fil des siècles, a perdu toute référence aux constructions précédentes à l'exception des deux fenêtres cintrées déjà mentionnées sur le mur latéral de l'église.
En effet, l'édifice de l'actuelle paroisse était occupé au XIIIe siècle par l'église de Santa Maria ad Monasterium, qui était une grange du monastère bénédictin de San Vito en dehors du Quadrilatero. Par la suite, avec l'installation cistercienne, il devint partie d'une nouvelle abbaye, près des murs du Quadrilatero. À la fin du XIXe siècle, l'intérieur de l'église, qui avait changé de dédicace pour devenir l'église de San Giuseppe, et qui était décrit comme ayant deux nefs irrégulières avec des interventions baroques, fut entièrement refait et une seule nef en style néoclassique fut créée. L'ancienne façade avant 1965 comportait un clocher en forme de tour à l'avant, avec une entrée de style tardoroman, et était l'un des témoignages typiques des tours de guet cisterciennes. Lors de la restauration, toute l'ancienne façade fut démolie et reconstruite dans un style pseudo-roman.
Le périmètre extérieur de l'abbaye correspondait essentiellement à celui de l'actuel Parc archéologique du Quadrilatero, mais les structures originales ont été en grande partie effacées par la construction des bâtiments civils survenue à des époques ultérieures. Une partie des fondations de l'abbaye a été mise au jour en 1997 lors des travaux de reconstruction de la Porta della Terra.
En 2002, des fouilles sur la Piazza San Vitale ont permis de récupérer, en plus de quelques restes d'époque romaine, une partie des structures de l'abbaye, comme le puits actuellement visible dans la zone archéologique.
En ce qui concerne le site de San Vito del Trigno, les fouilles effectuées à partir de 1998 et poursuivies jusqu'en 2011 par l'Université D'Annunzio ont mis au jour dans la localité de Fosso Buonanotte, en plus de quelques artefacts céramiques et restes de sépultures, les fondations d'une construction de base rectangulaire, qui devraient appartenir à l'ancienne abbaye.